# خلیج سنت جرج

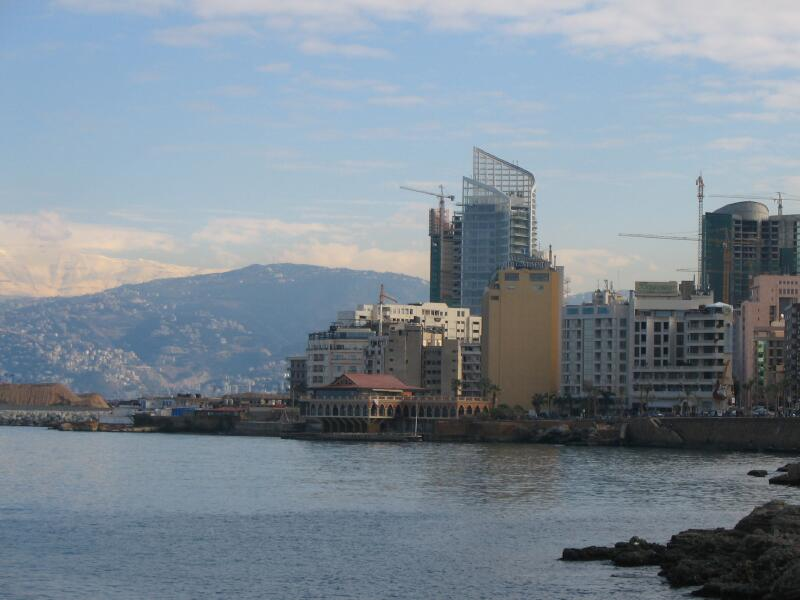
نمایی از خلیج سنت جرج

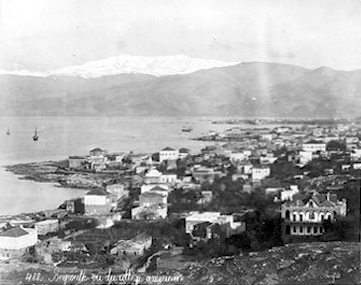
خلیج سنت جرج در ۱۸۸۰ میلادی

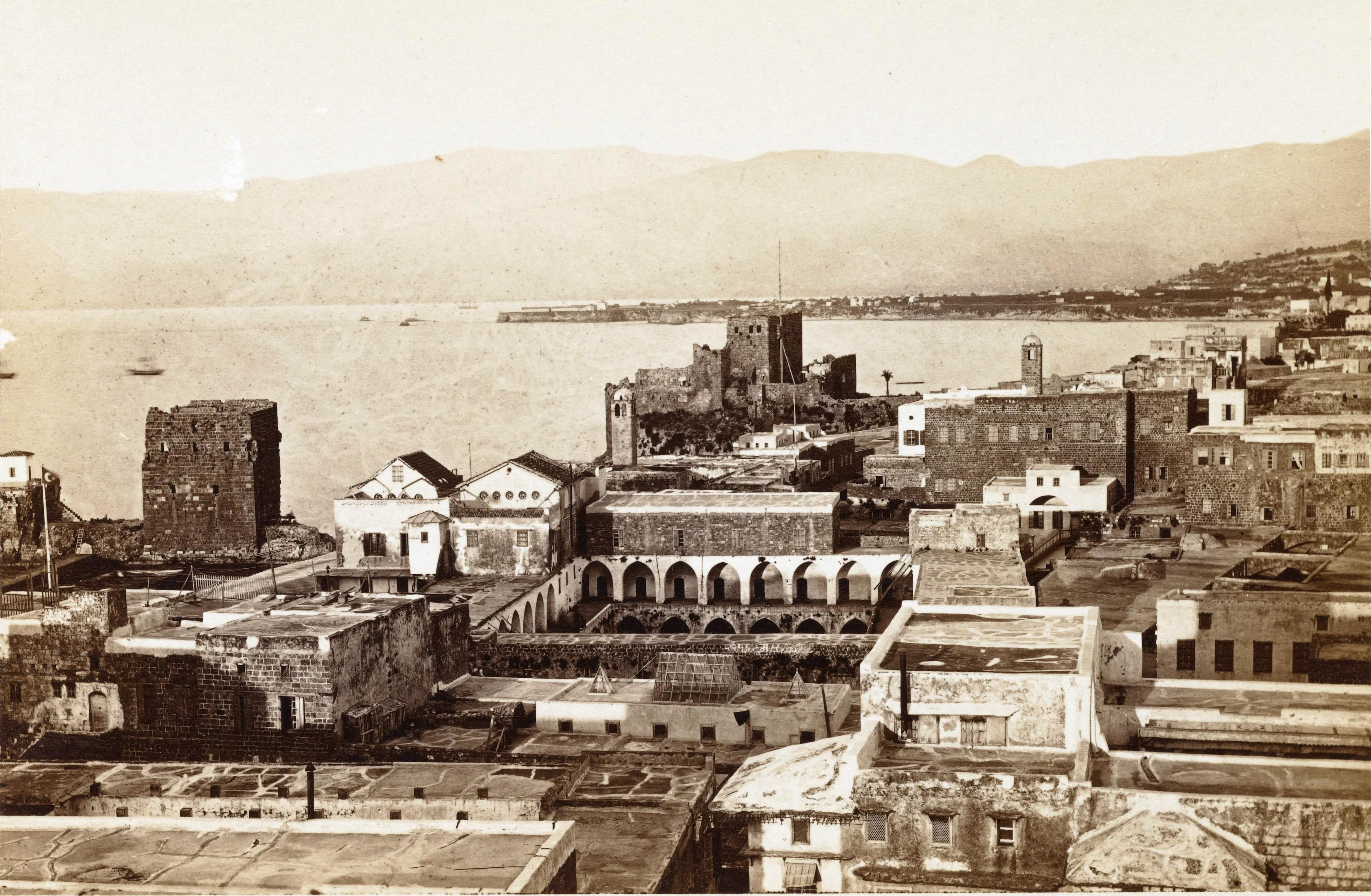
بیروت، خلیج سنت جرج در ۱۸۶۹ میلادی

خلیج سنت جرج (عربی: خليج سانت جورج‎) همچنین به عنوان خلیج بیروت نیز شناخته می‌شود، در ساحل شمالی شهر بیروت در لبنان واقع شده است. رودخانه بیروت به این خلیج می‌ریزد.

## ریشه نام
این خلیج به افتخار سنت جورج، قدیس محبوب در میان فرقه‌های مسیحی در شرق مدیترانه، نامگذاری شده است.